# 茂野雅道
茂野 雅道（しげの まさみち、1961年8月22日 -）は新潟県新発田市出身の作曲家である。

## 概要
日本大学芸術学部映画学科卒業。1981年の在学中に結成したバンド『VIZION』に有賀啓雄、石山仁、生乃久法、大竹徹夫、崎谷健次郎、松本晃彦とともに在籍。1990年公開映画『バタアシ金魚』で映画音楽家としてデビュー。

## 作品

### 映画音楽
- 『バタアシ金魚』1990年
- 『きらきらひかる』1992年
- 『LEVEL』1994年
- 『スキヤキ』1995年
- 『萌の朱雀』1997年
- 『楽園』2000年
- 『アカシアの道』2001年
- 『まぶだち』2001年
- 『GLASS ENCLOSURE：TOKYO INVISIBLE』2004年
- 『殯の森』2007年
- 『蛇にピアス』2008年
- 『ピューぴる』2011年
- 『BIG BLUE LAKE』2011年
- 『Flowing stories』2014年
- 『トイレのピエタ』2015年
- 『先輩と彼女』2015年
- 『東京の日』2015年
- 『つむぐもの』2016年
- 『名前』2018年
- 『薔薇とチューリップ』2019年
- 『二階堂家物語』2019年
- 『The Lady Improper』2019年
- 『喝 風太郎!!』2019年
- 『馬ありて』2019年
- 『13月の女の子』2020年
- 『藍に響け』2021年
- 『僕たちは変わらない朝を迎える』2021年
- 『お別れの歌』2022年
- 『山歌』(サンカ) 2022年
- 『市子』 2023年

その他短編映画作品多数

### TVドラマ音楽
- 『リョーコ！！』第1、2、3、4話　1996-1997年
- 『私立探偵 濱マイク』第3、4話　2003年
- 『社長を出せ！』 2005年
- 『鈴子の恋 ミヤコ蝶々女の一代記』 2012年
劇中歌「荒野の女神」「女神のワルツ」 作曲編曲

### TV番組テーマ曲
- 『体育王国』オープニングテーマ
- 『海筋肉王』オープニングテーマ
- do.PLAY『ローカル』『スピリッツ』テーマ
- 福祉番組2007テーマ

### CDリリース作品・サウンドトラック
- 『萌の朱雀』サウンドトラック
- 『アカシアの道～茂野雅道作品集』
- 『まぶだち』サウンドトラック
- 『殯の森』サウンドトラック

### TVCM/PV音楽
作品多数